# Panathinaiko-Stadion

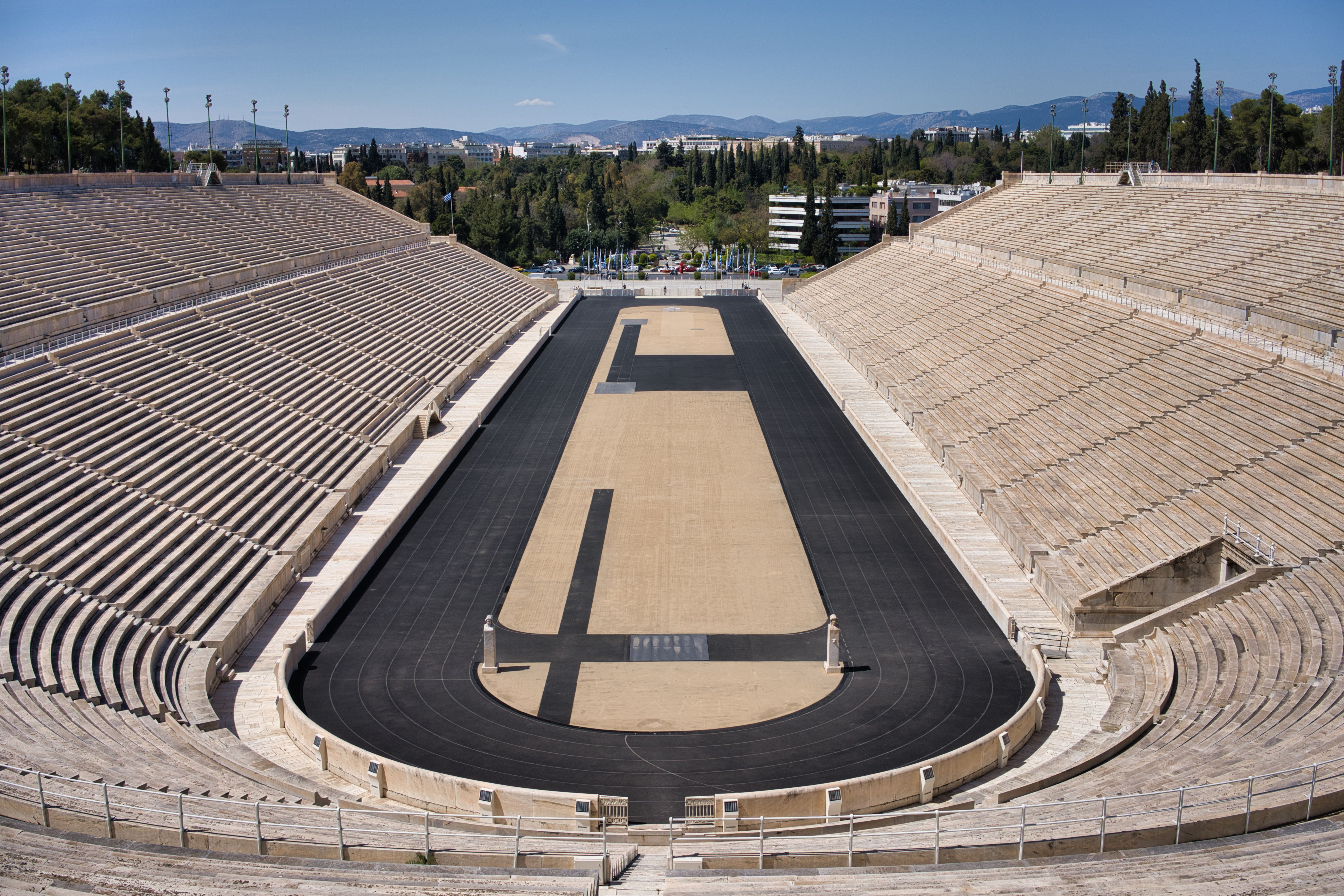
Das Panathinaiko-Stadion, April 2021

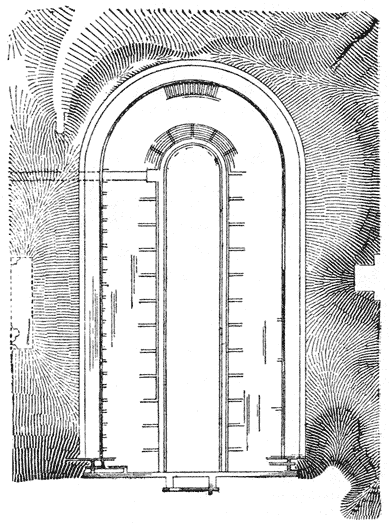
Das Panathenäische Stadion, Atlas von Athen, Berlin 1878

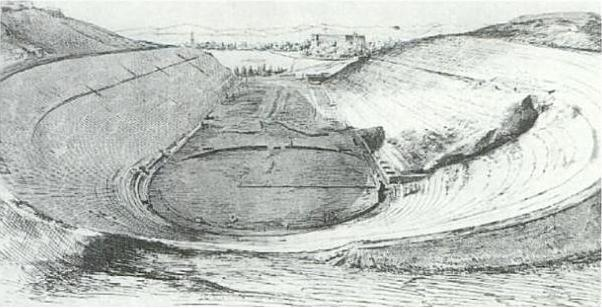
Panathenäisches Stadion, Zeichnung von Ziller, 1870

Eröffnungsfeier der Olympischen Spiele 1896

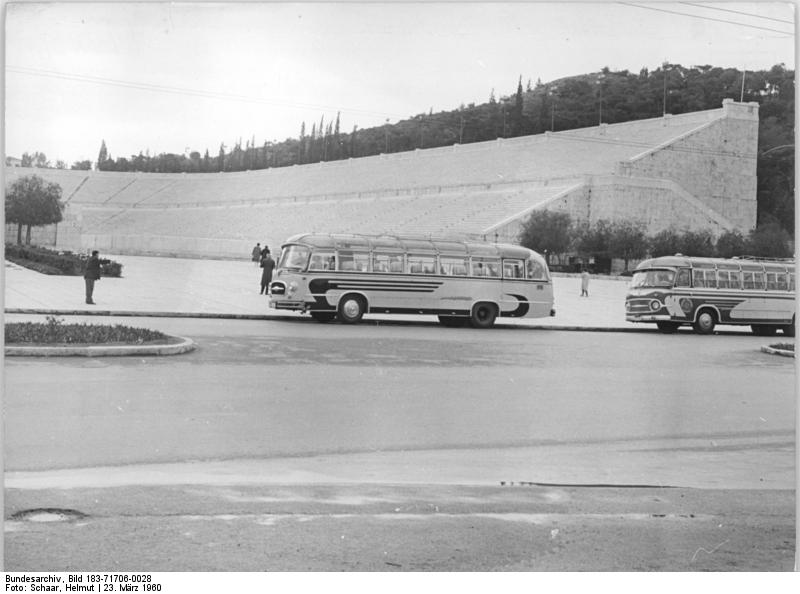
Das Stadion als touristisches Ziel (1960)

Das Panathinaiko-Stadion (griechisch Παναθηναϊκό Στάδιο) in Athen (auch als Kallimarmaro, „schöner Marmor“ bekannt) ist das Olympiastadion der ersten Olympischen Spiele der Neuzeit im Jahre 1896. Es wurde als Rekonstruktion auf den Fundamenten des antiken Stadions gebaut und befindet sich am Rande des Athener Stadtzentrums.

## Antike
Das ursprüngliche Stadion, etwa ein Kilometer östlich der Akropolis gelegen, wurde um 330 v. Chr. in einer natürlichen Mulde zwischen den Hügeln Agras und Ardittos errichtet, um dort die jährlich stattfindenden Panathenäischen Spiele, die bedeutendste Feier des antiken Athen, abzuhalten. Zwischen 140 n. Chr. und 144 n. Chr. erhielt das Stadion bei weiteren Ausbaumaßnahmen durch den Mäzen Herodes Atticus sein endgültiges Erscheinungsbild (Hippodrom des Herodes Atticus), wie es bei Ausgrabungen durch den deutschen Architekten und Bauforscher Ernst Ziller von 1869 bis 1870 in Erscheinung trat. So hatte das antike Stadion die Form eines Hufeisens mit einer Laufbahnlänge von 204,07 Meter und einer Breite von 33,35 Metern. Nach heutigen Schätzungen fasste das antike Stadion 50.000 Zuschauer. Unter den Römern wurde am westlichen, offenen Ende des Stadions eine bogenförmige Wand errichtet und das Stadion fortan als Arena genutzt.

## Neuzeit
Kurz nach seiner Ausgrabung fanden in dem provisorisch hergerichteten Stadion 1870 die zweiten und 1875 die dritten Olympien vor rund 25.000 Zuschauern statt.
Angesichts der Durchführung der ersten Olympischen Spiele der Neuzeit wurde das Stadion 1895 von Grund auf erneuert. Das nach Plänen Zillers von dem Architekten Anastasios Metaxas wieder hergerichtete Stadion in Form eines Hufeisens hat eine Länge im Innenraum von 236 Metern. Es zeichnet sich durch einen sehr engen Kurvenradius der Laufbahn aus. Die Tribünen mit Platz für etwa 50.000 Zuschauer sollten mit Hilfe des 920.000 Drachmen spendenden griechischen Finanziers Georgios Averoff ganz in Marmor ausgekleidet werden. Da jedoch am Ende die Zeit zu knapp wurde, mussten Teile der Struktur aus Holz gebaut und architektonisch möglichst gut versteckt werden. Neben den Leichtathletik-Wettkämpfen wurden auch die Wettbewerbe im Gewichtheben, Ringen und Turnen im Panathinaiko-Stadion durchgeführt. Die fehlenden Marmortribünen wurden später ergänzt, so dass das Stadion zu den inoffiziellen Olympischen Zwischenspielen 1906 fertiggestellt war.
Am 4. April 1968 trafen im Kallimarmaro die Basketballer des AEK Athen im Rahmen des Finales des Europapokals der Pokalsieger auf Slavia Prag. Eine massiv große Zuschauerzahl, am wahrscheinlichsten um die 80.000, laut anderer Quellen zwischen 65.000 und 120.000, verfolgte die Begegnung, die AEK mit 89:82 gewann. Dies stellte den offiziellen Zuschauer-Weltrekord für ein Basketballspiel auf, der spätestens 2010 vom NBA All-Star Game mit 108.000 Zuschauern abgelöst wurde.
Die Eröffnungszeremonie der Leichtathletik-Weltmeisterschaften 1997 wurde im Stadion abgehalten. Dazu wurde ein temporärer Bühnenbau entlang der Schmalseite errichtet. Im Stadion fanden auch Konzerte statt, so von Bob Dylan, Depeche Mode, Tina Turner und Black Sabbath.
Als 2004 die Olympischen Sommerspiele wieder in Athen abgehalten wurden, fanden hier die Wettkämpfe im Bogenschießen (4.000 Zuschauer) statt. Außerdem befand sich hier das Ziel der beiden Marathonläufe (40.000 Zuschauer).

### Heutige Nutzung
Das Panathinaiko-Stadion wird nur noch selten für Veranstaltungen genutzt. Aktuelle Bestimmungen fordern eine stark verringerte Anzahl an Eintrittskarten, was eine Nutzung aus Sicht der Veranstalter meist unwirtschaftlich macht. Die Veranstaltungen verwenden meist nur einen kleinen Teil des Stadions.
Es gibt jedoch immer wieder Ausnahmen, so z. B. der Empfang der griechischen Fußballnationalmannschaft, die sensationell die Fußball-EM 2004 gewonnen hatte. Das Stadion ist auch das Ziel des jährlich stattfindenden Athen-Marathon von Marathon nach Athen. Dieser Marathon wird seit 1982 ausgetragen.
Das Stadion am Rand der Innenstadt ist heute ein beliebtes Ziel von Touristen. Zudem ist über ein Tor in den Tribünen ein Museum zugänglich, das über die Olympischen Spiele der Neuzeit, besonders über die ersten in Athen ausgetragenen, informiert, und eine Sammlung mit den Werbeplakaten und den Fackeln aller olympischen Sommer- und Winterspiele der Neuzeit beinhaltet.